# Совка ленточная похожая
Совка ленточная похожая (лат. Noctua interposita) — ночная бабочка из семейства совок.

## Описание
Размах крыльев 38—45 мм.

## Ареал и местообитание
Ареал вида простирается на территории Центральной и Южной Европы, Кавказа, Закавказья, Малой Азии. Встречается на лугах, опушках, в степи, по балкам, в парках и садах.

## Время лёта
Период лёта бабочек в июне, после диапаузы с августа до сентября. Развивается одно поколение за год.

## Кормовые растения гусениц
Кормовые растения гусениц неизвестны.